# Mercetaspis peshawarensis
Mercetaspis peshawarensis är en insektsart som först beskrevs av Rahman och Ansari 1941.  Mercetaspis peshawarensis ingår i släktet Mercetaspis och familjen pansarsköldlöss.
Artens utbredningsområde är Pakistan. Inga underarter finns listade i Catalogue of Life.